# 織田一磨

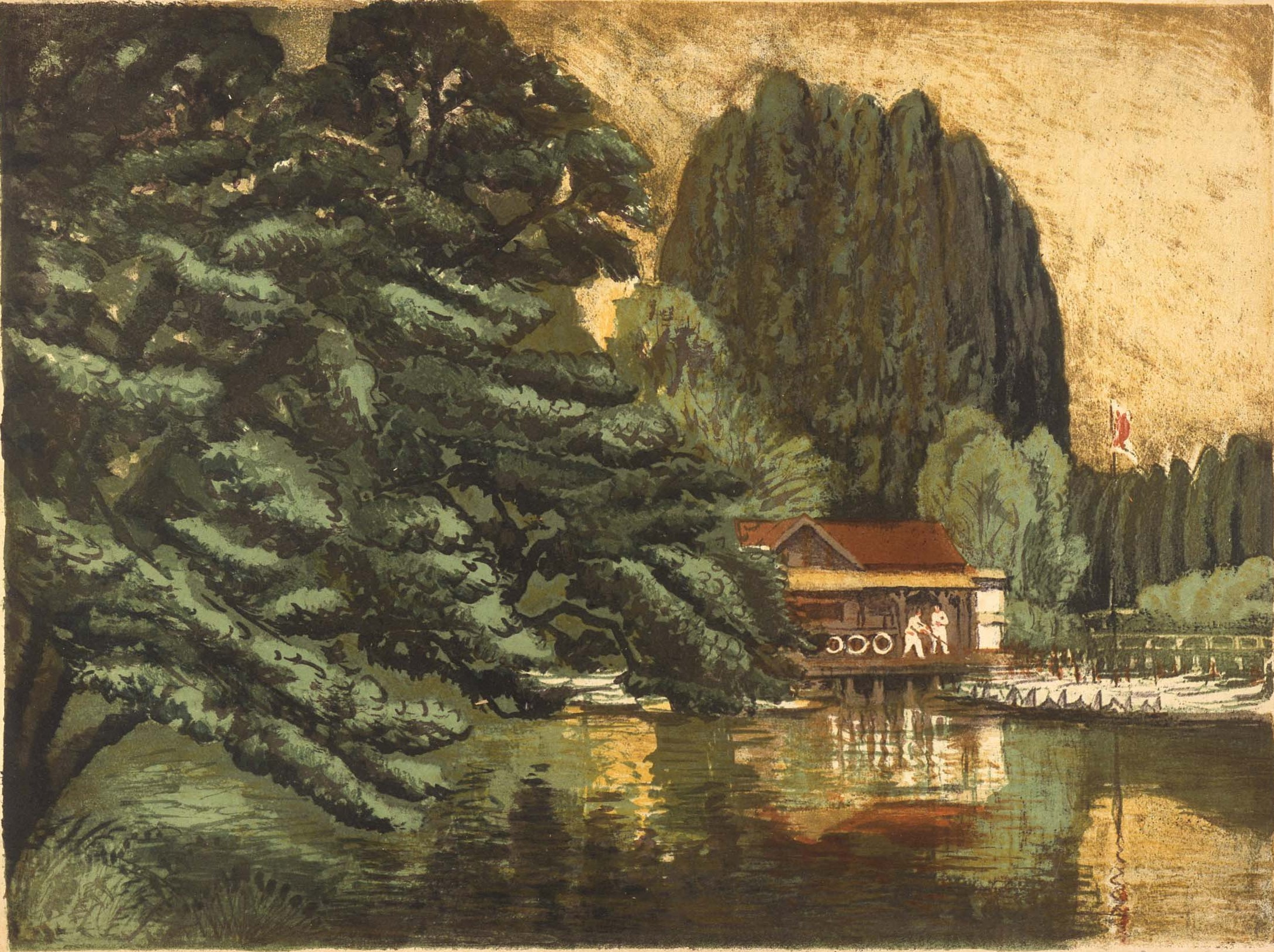
画集風景版画「井ノ頭の池」1931年（昭和6年）多色刷石版画

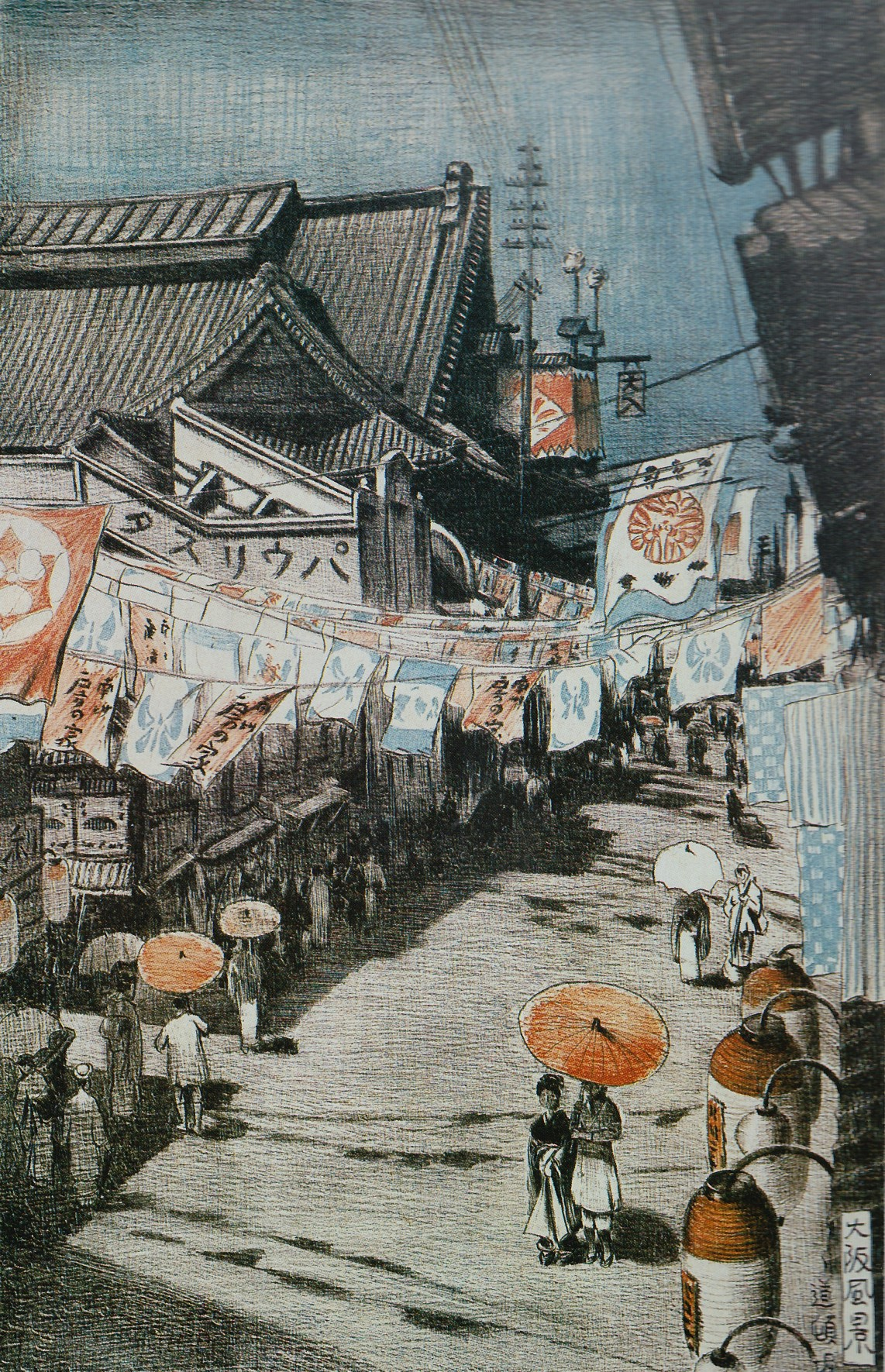
大阪風景「道頓堀」1917年（大正6年）多色刷石版画

織田 一磨（おだ かずま、1882年（明治15年）11月11日 - 1956年（昭和31年）3月8日）は明治期から昭和期の芸術家、版画家。
洋画を川村清雄、石版画をオットマン・スモリック、金子政次郎に学ぶ。「自画石版の織田一磨」として知られる。主な作品は東京国立近代美術館などに収められている。

## 生涯
1882年（明治15年）11月11日、織田信徳の四男として東京府芝区にて誕生した。1894年（明治27年）頃、父信徳らと大阪に転居する。その後、広島石版印刷所や大阪市役所図案調製所に勤務する。1898年（明治31年）、16歳の時、兄の織田東禹の元で更に石版画の技術を学んだ。1907年（明治40年）に石井柏亭らによって刊行された美術雑誌『方寸』に参加し、創作版画の道に進んだ。自画石版による作品「松の虫」が1908年（明治41年）刊行の『方寸』第2巻1号に掲載されてからは、1911年（明治44年）に同雑誌が廃刊となるまで継続的に自画石版の作品を発表し続けている。1903年（明治36年）に一旦東京に戻るものの、1911年（明治44年）大阪帝国新聞社（現在の大阪日日新聞）入社のために再び大阪に転居する。同社退社後、東京に戻る。
1922年（大正11年）、山陰旅行の際、松江出身の版画家、平塚運一の誘いを受けて同地に滞在、石版画を離れ、1924年（大正13年）からの数年間、渡辺庄三郎の渡辺版画店から新版画といわれる浮世絵と同じ伝統技法による木版画をも発表している。例として、大正13年に制作した「松江大橋（雪中）」や「牡丹」などが挙げられる。
1931年（昭和6年）吉祥寺に住まいを構える。翌1932年（昭和7年）に日本橋白木屋で開催された「第三回現代創作木版画展覧会」に、上記の「松江大橋」や「牡丹」のほか、「伯耆大山遠望」、「出雲海中白魚捕」、「石見有福温泉」、「庭の雪景（芝離宮）」、「美保の関」、「賀茂川の花火」の8点の木版画を出品した。1945年（昭和20年）富山県福野町に疎開し、1949年（昭和24年）まで同県で暮らす。
風景画に優れ、代表作に1916年（大正5年）発表の「東京風景」、1917年（大正6年）発表の「大阪風景」が挙げられる（共に20枚の石版連作）。葛飾北斎に心酔しており、『浮世絵十八考』や『浮世絵と挿絵芸術』などのような浮世絵の研究書を執筆している。1907年（明治40年）の第1回文展に「日光山の奥」、1909年（明治42年）の第3回文展に「憂鬱の谷」を出品する。同年「パンの会」に会員として参加する。1918年（大正7年）に連作「東京風景」を完成させる。また、同じく1918年（大正7年）に日本創作版画協会、1930年（昭和5年）に洋風版画協会を設立する。
1933年（昭和8年）頃から登山を好み、山の作品が多く、晩年になると花鳥のほか仏画風の石版もみられる。戦後1951年（昭和26年）日展出品依嘱者となり同年の第7回展から没年まで毎年出品。1956年（昭和31年）3月8日、東京都武蔵野市の自宅にて心臓麻痺のため死去、享年74。墓所は東京都練馬区桜台の広徳寺。法名は砕巌院琢道全磨居士。

## 作品

### 新版画
- 「牡丹」　木版画
- 「山陰風景　出雲みほのせきの景」　木版画

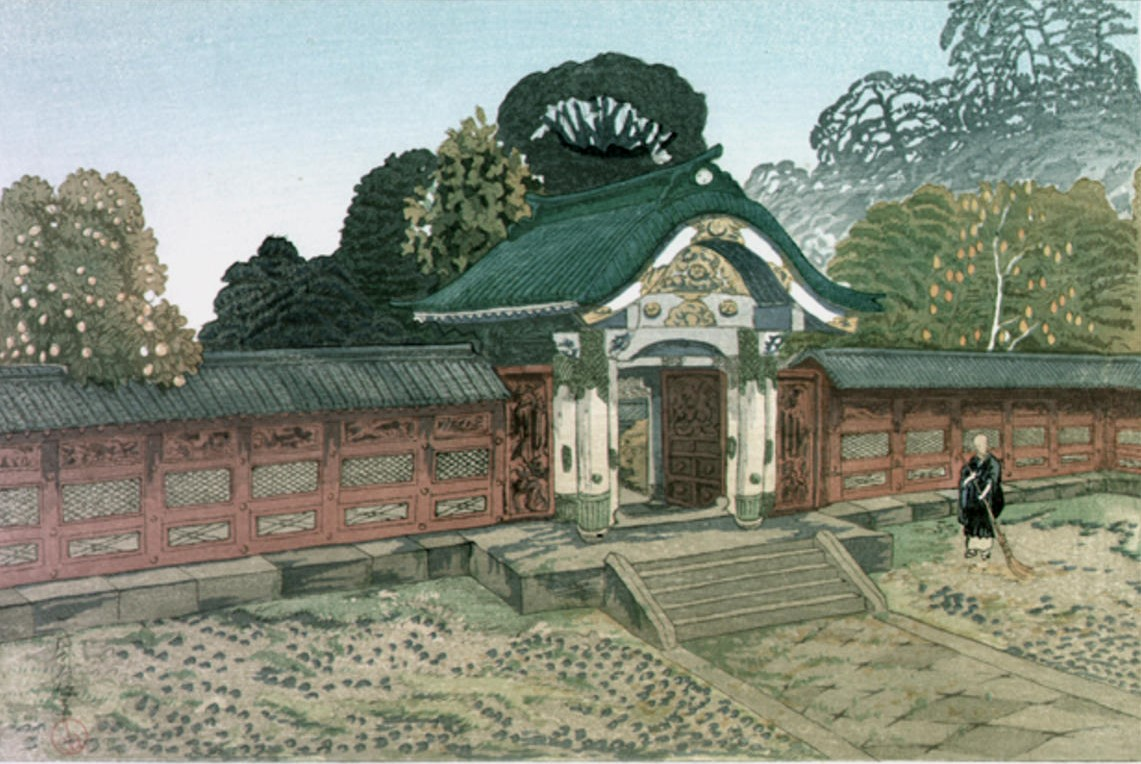
芝おたまや

- 「山陰風景　松江大橋」　木版画渡辺版　1924年
- 「山陰風景　伯耆大山遠望」　木版画1925年
- 「山陰風景　出雲中海白魚採り」　木版画1925年
- 「山陰風景　石見有福温泉」　木版画1925年
- 「芝おたまや」　木版画渡辺版　1930年
- 「庭の雪景」　木版画渡辺版　1930年　　　　以上、東京国立近代美術館所蔵

## 脚註
1. 1 2 3 4  “織田一磨”.  東京文化財研究所（東文研）アーカイブデータベース. 2016年3月閲覧。